# ویولت وب
ویولت وب (انگلیسی: Violet Webb؛ ۳ فوریه ۱۹۱۵ – ۲۷ مه ۱۹۹۹) ورزشکار دو و میدانی اهل بریتانیا بود.